# Smicridea parva
Smicridea parva là một loài Trichoptera trong họ Hydropsychidae. Chúng phân bố ở miền Australasia.